# Mahmud Xah I Khalji
Mahmud Xah I Khalji fou sultà de Malwa del 1436 al 1469. Era fill de Malik Mughith i net per part de mare del fundador de la dinastia gúrida de Malwa Dilawar Khan Hasan (1390-1405).
A la mort del sultà Alp Khan Huixang Xah (1405-1435) el 5 de juliol de 1435 el va succeir el seu fill Ghazni Khan Muhàmmad Xah (1435-1436) que va tenir el suport de Mahmud. Enemistat amb Mahmud el va voler fer matar en sospitar que volia usurpar el tron, però aquest se'n va assabentar i es va avançar fent assassinar al sultà. Mahmud va aconseguir el poder oferint el tron al seu pare, Malik Mughith, que el va refusar, i llavors ell mateix es va proclamar el 16 de maig del 1436, donant al seu pare el títol d'Azam Humayun i permenetnt-li utilitzar tots els símbols propis de la reialesa (i a més el va consultar sovint). Llavors es va produir l'efímera proclamació de Masud Khan, fill de Muhammad Xah Ghuri, que tenia el suport del sultanat de Gujarat, que es va presentar al país, assetjant Mandu, la capital. Durant el setge Mahmud va tenir notícia que Umar Khan, el fill petit d'Ahmad Xah de Khandesh, havia atacat Chanderi i havia matat el governador Hadjdji Kamal, i que un altre germà, Muhammad Khan, marxava a la zona amb reforços. Mahmud va sortir de Mandu i es va dirigir a Sarangpur per interceptar a Muhammad Khan que va haver de retornar a Khandesh, i llavors el sultà de Malwa va poder derrotar a Umar Khan que va morir a la lluita. Mentre Masud Khan es va haver de retirar cap al Gujarat a causa de la pesta que s'havia declarat entre els seus soldats, i Mahmud va retornar a Mandu al cap de 17 dies, marxant després altre cop per anar a assetjar Chanderi, que seguia en mans de les forces de Khandesh, i que va reconquerir al cap de quatre mesos.
El nobles lleials a Muhammad Xah Ghuri revoltats foren derrotats i alguns executats mentre altres foren perdonats per apaivagar el conflicte; això fou interpretat com a debilitat i la rebel·lió es va estendre. Azam Humayun va fer enverinar llavors al príncep Ahmad Khan, fill d'HuXang Xah, i després va eliminar els rebels un darrere l'altra; el gener del 1438 la revolta es va donar per acabada.
Mentre Bahar Khan, mukta de Xahr-i-Naw es va veure assetjat a la seva capital per Dungar Sen de Gwalior i va demanar ajut a Mahmud. Aquest va marxar sobre Gwalior i va obligar a Dungar Sen a aixercar el setge de Xahr-i-Naw i tornar a la seva capital. Mahmud va arribar a Xahr-i-Naw i Bahar Khan el va reconèixer com a sobirà.
A finals del 1440 es va dirigir contra els caps de les regions frontereres, primer sobre Khandwa (entre Malwa i Khandesh) on governava Ray Nahgar Das, que sense forces suficients per resistir, va fugir i el territori fou annexionat a Malwa junt amb Khora i Khirki i va aconseguir la submissió del cap de Kherla, Narsing Deva. D'alli va passar a Sarguja i pel camí diversos petits senyors (zamindaris) li van pagar tribut a canvi de no ser atacats. El raja Bhoja de Sarguja va seguir el mateix camí i es va sotmetre oferint l'entrega de diversos elefants. També es van sotmetre els mukaddams de Raipur i Ratanpur (Chhattisgarh). Mahmud va tornar a la seva capital (Mandu) a finals del 1441 o principis de 1442.
La seva reputació havia crescut i els ulames de Delhi el van cridar per enderrocar al sultà Sayyid Muhàmmad-Xah (vers 1434-1445). A finals de 1442 es va posar de camí però en un combat prop de Delhi fou derrotat per Ala al-Din, fill de Sayyid Muhammad Xah, i va tornar a Mandu el 12 de maig de 1442.
Rana Khumba de Mewar (després Udaipur) havia donat suport a Umar Khan en la seva invasió de Malwa, i havia estat aliat al sultanat de Gujarat i al pretendent Masud Khan, havia establert la seva sobirania sobre alguns prínceps rajputs a la frontera de Malwa que antigament havien estat tributaris d'HuXang Xah. Aprofitant les rivalitats entre els clans dels sisòdies i els rathors i les lluites pel poder entre el rana Khumba i el seu germà Khem Karan, va decidir intervenir; Khem havia estat expulsat de Mewar i va rebre suport de Mahmud que va envair el principat de Khumba el 30 de novembre de 1442. Va arribar al fort de Khumbalgarh on va atacar el tempe de Banmata que va ocupar i arrasar perquè havia estat utilitzat per a emmagatzemar armes pels rajputs que defensaven el fort del que el temple era part de les defenses. Després va avançar cap a Chitor. Llavors va morir el seu pare i va haver d'anar a Mandasore, i com que Chitor era difícil de conquerir, va retornar a Mandu.
La lluita va continuar. El gener de 1444 Mahmud es va enfrontar al sultà de Jaunpur que havia ocupar Kalpi a Nasir Khan que era vassall de Malwa. El conflicte armat que va seguir fou arranjat amb la mediació de Jailda, Xaykh al-Islam, i Kalpi va acabar retornada a Nasir Khan. El 3 de febrer de 1444 Mahmud va ocupar Gagraon que va rebatejar Mustafabad. El 1446 va ocupar Ranthambor, però fou rebutjar a Mandalgarh. El 1447 va marxar contra Gwalior i va derrotar a Dungar Sen que tornava a ser hostil; llavors va seguir cap a Agra i des d'aquesta ciutat cap a Bayana el senyor de la qual, Muhammad Khan, es va sotmetre.
El 1450 Mahmud va intentar participar en els afers del sultanat de Gujarat i va donar suport a Ganga Das de Champaner, que estava en guerra contra Muhammad Xah II Karim Gudjarati. Quan Champaner fou atacada i assetjada pels gujaratis, Mahmud en lloc d'anar a la ciutat mateix, va atacar Ahmedabad, la capital del Gujarat, i Muhammad Xah va haver d'abandonar el setge. Convidat per una part dels nobles gujaratis a envair el país, es va presentar el gener del 1451; però mentre va morir Muhammad i el seu successor Kaparbandj Kur al-Din li va sortir a l'encontre i el va derrotar el 3 d'abril de 1451, perdent Mahmud 80 elefants. Retornat a Mandu, per venjar la derrota va enviar al príncep Ghiyath a una incursió contra els ports de Surat i Rainder; la rodalia de Surat foren assolades, però sent impossible una victòria total, Mahmud va intentar una pau favorable amb Kaparbandj Kur al-Din, i va enviar un exèrcit a Gujarat. Kut al-Din va acceptar un tractat el 30 de desembre de 1451 per la qual s'establia el respecte de les fronteres dels dos estats que es repartirien el Mewar.
El gener o febrer de 1453 Mahmud va envair el Dècan on suposava que el sultà bahmànida Ala al-Din Ahmad Xah (Ahmad II) havia mort, però quan va arribar a Mahur es va assabentar que el sultà vivia i que a més havia reunit les seves forces per fer-li front i llavors es va retirar.
El 1455 Mahmud va ocupar Ajmer i el 1457 va assetjar la poderosa fortalesa de Mandalgarh que va conquerir el 20 d'octubre d'aquell any, mercès al fet que va destruir els dipòsits d'aigua i després va poder obrir bretxa a la muralla; va destruir un temple hindú i al seu lloc va edificar una mesquita, i va retornar a la seva capital deixant guarnició a Mandalgarh. Chitor fou atacada algunes vegades però mai no fou conquerida encara que el rana Khumba va patir algunes derrotes que no foren decisives. Mewar fou annexionat en part a Malwa.
El 1461 va envair Dècan per segon cop i va derrotar els bahmànides a Maheskar a la riba del Manjar atacant tot seguit Bidar. La reina, mare del sultà infant Nizam Xah, va enviar un exèrcit manat per Mahmud Gawan i al mateix temps va demanar ajut a Mahmud Xah I Begra Gudjarati (Baykara) Saif al-Din, sultà de Gujarat. Com que Mahmud no podia combatre els dos exèrcits al mateix temps, es va retirar cap a Malwa.
El 19 de desembre de 1462 va envair Dècan per tercer cop i va ocupar Daulatabad però quan es va acostar l'exèrcit de socors de Gujarat, es va retirar novament. Com que la ruta per Khandesh estava blocada pels gujaratis va haver de rodejar per Gondwana amb greus dificultats i finalment va signar un acord amb els bahmànides i es va pactar que Ellichpur seria la frontera dels dos estats i Mahmud va renunciar a futures invasions. En aquest any el califa abbàssida nominal del Caire, Mustandjid billah li va enviar un diploma d'investidura i li va "donar" poders sobirans. Pocs anys després també va rebre una ambaixada amb regals d'Abu-Saïd de Transoxiana i Khorasan, net de Tamerlà.
Va morir el 31 de maig de 1469 amb uns 68 anys i el va succeir el seu fill gran Ghiyath Xah Khalji o Ghiyath al-Din Xah (1469-1500). Encara que religiós musulmà va respectar als hindús i només va fer algunes destruccions de temples durant les seves campanyes, més com enemics militars que religiosos; va protegir també als jainistes. Va fundar un gran hospital a Mandu i va acabar la mesquita i la tomba d'Huixang Xah; també va construir diversos edificis commemorant les seves victòries sobre el rana Khumba de Mewar.